# Liebusella
Liebusella es un género de foraminífero bentónico de la subfamilia Liebusellinae, de la familia Globotextulariidae, de la superfamilia Ataxophragmioidea, del suborden Ataxophragmiina y del orden Loftusiida. Su especie tipo es Lituola nautiloidea var. soldanii. Su rango cronoestratigráfico abarca desde el Eoceno hasta la Actualidad.

## Discusión
Clasificaciones previas incluían Liebusella en el suborden Textulariina del orden Textulariida o en el orden Lituolida.

## Clasificación
Liebusella incluye a las siguientes especies:
- Liebusella arenosa
- Liebusella baitoensis
- Liebusella baylesi
- Liebusella crassa
- Liebusella dubia
- Liebusella eleganta
- Liebusella improcera
- Liebusella intermedia
- Liebusella krishna
- Liebusella pozonensis
- Liebusella scabra
- Liebusella soldanii

Otras especies consideradas en Liebusella son:
- Liebusella bradyi, aceptado como Cylindroclavulina bradyi
- Liebusella goesi, aceptado como Pseudowebbinella goesi